# Épinay-sur-Odon
Épinay-sur-Odon – miejscowość i gmina we Francji, w regionie Normandia, w departamencie Calvados.
Według danych na rok 1990 gminę zamieszkiwało 549 osób, a gęstość zaludnienia wynosiła 47 osób/km² (wśród 1815 gmin Dolnej Normandii Épinay-sur-Odon plasuje się na 408. miejscu pod względem liczby ludności, natomiast pod względem powierzchni na miejscu 405.).